# 3-й Самотёчный переулок
Тре́тий Самотёчный переу́лок — улица в центре Москвы в Тверском районе между Самотёчной и Селезнёвской улицами.

## Происхождение названия
Все 4 Самотёчных переулка названы в конце XIX века по соседней Самотёчной улице. До 20-х гг. XX в. 3-й Самотёчный переулок (в современном виде) состоял из двух частей, собственно 3-го Самотёчного переулка и Ново-Иерусалимского переулка. Они были разделены жилой застройкой. В 1924-1925 гг. переулки были соединены, но продолжали сохранять свои названия. В 1935 гг. Ново- Иерусалимский переулок был переименован в Новосущёвский. В конце 1930-х г. Новосущёвский и 3-й Самотёчный переулки объединены в 3-й Самотёчный переулок.

## Описание
3-й Самотёчный переулок начинается от перекрёстка Самотёчной и Делегатской улиц, проходит на северо-запад, слева к нему примыкают 4-й Самотёчный, Никоновский и 2-й Щемиловский переулки, заканчивается на Селезнёвской улице, за которой продолжается как Новосущёвская улица.

## Примечательные здания
По нечётной стороне:
- № 11 — Московский филиал ООО КБ «Смоленский банк»;

По чётной стороне:
- № 14 — школа № 188 (с углубленным изучением экономики).

## Транспорт
По переулку проходят трамвайные маршруты № 7, 50.